# Завод хімії хлору в Стерлітамаці
Завод хімії хлору в Стерлітамаці — потужний хімічний майданчик в Башкортостані (Росія).
У 1955 році ухвалили рішення про будівництво в місті Стерлітамак нового хімічного заводу, який почав діяльність у 1964-му. Його базове виробництво здійснювало електроліз хлориду натрію ртутним методом з отриманням хлору, каустичної соди та водню (а наявність хлору та водню дозволяла отримувати хлорводень та соляну кислоту). Сіль для електролізу отримували по системі розсолопроводів Яр-Бішкадак – Стерлітамак (почала діяльність на початку попереднього десятиліття в межах спорудження в Стерлітамаку заводу кальцинованої соди).
Того ж 1964 року почали випускати й перші похідні продукти:
- дихлоретан, що є результатом хлорування етилену;
- хлоретан, який можливо отримати реакцією етилену та соляної кислоти.
Іншим напрямком діяльності стало запущене в 1966-му виробництво полівінілхлориду (ПВХ) з мономеру вінілхлориду, який продукували хлоруванням ацетилену.
Враховуючи описані вище напрямки, ще одним базовим виробництвом майданчику мала стати установка високотемпературного піролізу, яка б продукувала етилен та ацетилен. Оскільки її запуск затримувався, з 1966-го організували подачу етилену по трубопроводу від розташованої неподалік установки парового крекінгу в Салаваті, а пуск цеху ПВХ здійснювали на привозному вінілхлориді, постаченому з заводу у Волгограді. Втім, затримка стала не найбільшою проблемою установки високотемпературного піролізу, що в підсумку так і не вийшла на проектний режим і була розібрана в першій половині 1970-х. З огляду на ці обставини, вже у наприкінці 1967-го запустили виробництво ацетилену потужністю 10 тисяч тонн на рік, яке використовувало класичний карбідний метод та все-таки надало можливість продукувати власний вінілхлорид. Станом на середину 1970-х могли випускати 15 тисяч тонн карбідного ацетилену.
В якийсь момент почалось виробництво трихлоретилену (можливо отримувати з дихлоретану або через тетрахлоретан, який є результатом двостадійного хлорування ацетилену, а також хлоруванням відходів виробництва вінілхлориду та дихлоретану), металлілхлориду (продукт хлорування ізобутилену), етилендіаміну (отримують реакцією дихлоретану з аміаком).
Станом на початок 1972-го майданчик мав обладнання річною проектною потужністю 104 тисячі тонн каустичної соди, 43 тисячі тонн дихлоретану, 20 тисяч тонн хлоретану, 12 тисяч тонн трихлоретилену, 39 тисяч тонн вінілхлориду, 28 тисяч тонн ПВХ. Також в 1971-му завод випустив 28 тисяч тонн рідкого хлору, 37 тисяч тонн соляної кислоти, 39 тисяч тонн хлорводню, майже 2 тисячі тонн етилендіаміну і 243 тонни металлілхлориду.
У 1972-му запустили виробництво гліцерину шляхом гідролізу епіхлоргідрину, який, в свою чергу, є результатом хлорування пропілену. Відомо, що в 1974-му випустили 25 тисяч тонн епіхлоргідрину.
У 1973-му ввели в дію нове електролізне виробництво, що використовувало діафрагменний метод та мало річну потужність у 100 тисяч тонн хлору та 132 тисячі тонн каустичної соди.
Окрім перелічених вище продуктів, в 1974-му завод випустив 10 тисяч тонн гіпохлориту кальцію, майже 2,9 тисячі тонн хлорметану, 3,9 тисячі тонн тетрахлоретилену та кілька десятків тонн трихлорпропану. Є відомості про запуск в цьому році виробництва сульфату амонію потужністю 21 тисяча тонн на рік. У другій половині 1970-х освоїли випуск хлорованого полівінілхлориду (перхлорвінілової смоли) та гіпохлориту натрію.
Окрім описаних вище хімічних продуктів, комплекс продукував кабельні пластикати, плівки, товари народного споживання, гербіциди, поліелектроліт катіонної марки ВПК-402 (в 1980-х роках). Завод мав відповідні споруди загальнозаводського призначення: азотно-кисневий та аміачно-холодильний цеха, центральну заводську лабораторію, біологічні очисні споруди, цех зі спалювання хлорорганічних відходів, ремонтно-механічну службу.
Ще в 1988-му закрили застаріле виробництво хлору ртутним методом, що мало потужність по хлору на рівні 86 тисяч тонн. У той же час, діафрагменне виробництво розширювали і в якийсь момент довели його проєктну потужність до 157 тисяч тонн на рік (такий показник рахувався станом на початок 2000-х, при цьому фактичне виробництво було на третину менше).
У середині 1990-х на тлі краху планової економіки узяли курс на полівінілхлоридну спеціалізацію з переходом на випуск мономеру вінілхлориду з етилену (через вже знайому майданчику проміжну стадію дихлоретану). Новий комплекс вінілхлориду ввели в дію у 1996—1997 роках. Первісно він мав потужність у 135 тисяч тонн (при потужності по ПВХ у 120 тисяч тонн), проте вже у 2003-му фактично випустили 163 тисячі тонн, а на 2009—2010 роки припала нова масштабна реконструкція (відомо, що в цей потужність по ПВХ довели до 200 тисяч тонн на рік). Станом на 2021-й річна потужність по мономеру вінілхлориду становила 273 тисячі тонн на рік, а накопичений випуск за 25 років використання етиленового методу досягнув 4,5 млн тонн. Абсолютна більшість мономеру йшла на виробництво полівнілхлориду (в 2020-му фактично випущено 268 тисяч тонн на рік). При цьому ще з другої половини 1970-х етилен може надходити до Стерлітамаку по трубопроводу Нижньокамськ — Уфа — Салават, а в 2012-му запустили етиленопровід Салават — Стерлітамак.
Ще одним новим виробництвом, введеним в 1999—2000 роках, стало продукування терефталоілхлориду — мономерної основи для випуску кевлару. Технологія його отримання передбачає гідроліз гексахлор-пара-ксілолу (хлоксилу), який спершу отримують хлоруванням пара-ксилолу.
Первісно майданчик діяв як Стерлітамацький хімічний завод, а з грудня 1976 року був перейменований у виробниче об'єднання «Каустик». Останнє кілька раз змінювало своє форму, а в 2013-му після поглинання заводу кальцинованої соди стало ВАТ «Башкирська содова компанія».